# 세인트루시아의 총리

세인트루시아 총리 문장

세인트루시아의 총리(Prime Minister of Saint Lucia)는 세인트루시아의 각료를 지위하는 자 및 국가 수반이다. 세인트루시아는 영국 여왕을 모시는 주권 상태에 있기 때문에 총리가 실권을 쥐고 있다. 現 총리는 필립 J. 피에르이다.

## 역대 총리 목록
- 존 콤프턴, 연합노동자당 (1979.02.22 ~ 1979.07.02)
- 앨런 루이시, 세인트루시아 노동당 (1979.07.02 ~ 1981.05.04)
- 윈스턴 세나크, 세인트루시아 노동당 (1981.05.04 ~ 1982.01.17)
- 마이클 필그림, 진보노동당 (1982.01.17 ~ 1982.05.03)
- 존 콤프턴, 연합노동자당 (1982.05.03 ~ 1996.04.02)
- 본 루이스, 연합노동자당 (1996.04.02 ~ 1997.05.24)
- 케니 앤서니, 세인트루시아 노동당 (1997.05.24 ~ 2006.12.11)
- 존 콤프턴, 연합노동자당 (2006.12.11 ~ 2007.09.07)
- 스티븐슨 킹, 연합노동자당 (2007.09.07 ~ 2011.11.30)
- 케니 앤서니, 세인트루시아 노동당 (2011.11.30 ~ 2016.06.07)
- 앨런 샤스타네, 연합노동자당 (2016.06.07 ~ 2021.07.28)
- 필립 J. 피에르, 세인트루시아 노동당 (2021.07.28 ~ 현재)

## 같이 보기
- 세인트루시아의 총독